# Эрнан (игумен Хинбы)
Эрнан (ирл. Ernan; VI век) — святой игумен Хинбийский. День памяти — 22 декабря.

## Биография
Святой Эрнан, игумен Хинбийский, был дядей святого Колумбы. Он был одним из двенадцати спутников, сопровождавших святого на остров Айона. Он был поставлен во главе сообщества, которое Колумба организовал на острове Хинба, которой на самом деле может быть островом Канна, в четырёх милях к северо-востоку от острова Рам, но также может быть островом Джура или Эйлах-ан-Нивь, одним из островов Гарвеллах, между островами Скарба и Малл. Храм Святого Эрнана, находящийся в Ариглас на острове Малл напротив Айоны, посвящён этому святому.